# Benejúzar
Benejúzar község Spanyolországban, Alicante tartományban. Lakosainak száma 5697 fő (2024). Benejúzar Algorfa, Almoradí, Jacarilla és Orihuela községekkel határos.

## Népesség
A település lakosságának változását az alábbi diagram mutatja:
| Lakosok száma | 5007 | 5216 | 5306 | 5467 | 5459 | 5394 | 5364 | 5402 | 5453 | 5697 |
|               | 2001 | 2004 | 2006 | 2009 | 2011 | 2014 | 2016 | 2019 | 2021 | 2024 |